# 松平定基
松平 定基（まつだいら さだもと）は、江戸時代中期の大名。伊予国今治藩の第4代藩主。定房系久松松平家4代。官位は従五位下・美作守、采女正。

## 生涯
貞享3年（1686年）11月17日、第3代藩主・松平定陳の長男として誕生。元禄13年（1700年）12月に従五位下、美作守に叙任する。元禄15年（1702年）、父の死去により跡を継いで采女正となる。藩政においては総社川の改修工事を行なうが、工夫たちに賃金を支給せず、無理な工事を行なったため、完成までには至らなかった。さらに藩内の士風が乱れたので粛清も行った。
享保17年（1732年）2月2日、従弟で婿養子・定郷に家督を譲って隠居し、宝暦9年（1759年）閏7月13日に死去した。享年74。

## 系譜
- 父：松平定陳（1667-1702）
- 母：せい - 溝口重雄五女
- 正室：初 - 細川綱利養女、松平直丘の娘
  - 女子：遊 - 松平定郷正室
- 養子
  - 男子：松平定郷（1702-1763） - 松平定昌の六男